# Hamelet
Hamelet – miejscowość i gmina we Francji, w regionie Hauts-de-France, w departamencie Somma.
Według danych na rok 1990 gminę zamieszkiwało 388 osób, a gęstość zaludnienia wynosiła 65 osób/km² (wśród 2293 gmin Pikardii Hamelet plasuje się na 619. miejscu pod względem liczby ludności, natomiast pod względem powierzchni na miejscu 786.).